# Listrognathus nigrescens
Listrognathus nigrescens là một loài tò vò trong họ Ichneumonidae.